# Martin Laas
Martin Laas (Tartu, 25 september 1993) is een Estisch wielrenner.

## Carrière
In 2015 won hij de eerste etappe van de Ronde van Estland. De leiderstrui die hij daardoor veroverde verdedigde hij in de enige andere etappe met succes, waardoor hij Eduard-Michael Grosu opvolgde op de erelijst. Aan het eind van het jaar finishte hij, als stagiair bij Team Marseille 13 KTM, driemaal bij de beste tien renners in etappes in zowel de Ronde van Hainan als in de Ronde van het Taihu-meer.
In 2016 werd Laas prof bij Delko Marseille Provence KTM. In 2017 werd hij namens die ploeg in drie etappes op rij tweede in de Ronde van Hainan. Dichter bij een zege zou hij in de twee jaar bij de Franse formatie niet komen. In 2018 maakte Laas de overstap naar Team Illuminate. Bij zijn debuut voor die ploeg, in de Colombia Oro y Paz, sprintte hij in de tweede etappe naar de zevende plaats.
In 2024 zette hij een stap terug door bij de Mongoolse wielerploeg Ferei Quick-Panda Podium Mongolia Team te gaan rijden. Hij werd hier ploeggenoot van onder andere zijn landgenoten Mihkel Räim en Gleb Karpenko.

## Overwinningen
2015
1e etappe Ronde van Estland
Eind-, punten- en jongerenklassement Ronde van Estland
2018
4e, 5e en 6e etappe Ronde van Thailand
8e etappe Ronde van Japan
1e etappe Baltic Chain Tour
2019
6e etappe Ronde van Thailand
2e, 3e, 5e en 6e etappe Ronde van Taiyuan
Puntenklassement Ronde van Taiyuan
2e, 4e & 5e etappe Ronde van Korea
6e, 7e en 11e etappe Ronde van het Poyangmeer
2020
1e A en 3e etappe Ronde van Slowakije
Puntenklassement Ronde van Slowakije
2021
2e etappe Ronde van Estland
2e etappe Arctic Race of Norway
2022
2e etappe Baltic Chain Tour
2023
3e etappe Ronde van Sakarya
Eindklasseemnt Ronde van Sakarya
2024
4e en 5e etappe Ronde van Litouwen
2e etappe Ronde van Ijen
Puntenklassement Ronde van Ijen
1e etappe Trans-Himalaya Cycling Race
2e etappe Ronde van Hainan
3e, 8e en 9e etappe Ronde van het Poyangmeer
Puntenklassement Ronde van het Poyangmeer
1e en 3e etappe Ronde van het Taihu-meer
Puntenklassement Ronde van het Taihu-meer
2025
1e, 3e en 4e etappe Ronde van Litouwen
Eind- en puntenklassement Ronde van Litouwen
4e etappe Ronde van Qinghai
2e etappe Trans-Himalaya Cycling Race

## Resultaten in voornaamste wedstrijden
| Jaar | Ronde van Italië | Ronde van Frankrijk | Ronde van Spanje |
| ---- | ---------------- | ------------------- | ---------------- |
| 2016 |                  |                     |                  |
| 2017 |                  |                     |                  |
| 2018 |                  |                     |                  |
| 2019 |                  |                     |                  |
| 2020 |                  |                     | 140e             |
| 2021 |                  |                     | 140e             |
| 2022 |                  |                     |                  |
| 2023 |                  |                     |                  |

| Jaar | Ronde van Vlaanderen | Parijs-Roubaix | Amstel Gold Race | Luik-Bast.‑Luik | Parijs-Tours |  | WK op de weg |
| ---- | -------------------- | -------------- | ---------------- | --------------- | ------------ |  | ------------ |
| 2016 |                      | opgave         |                  |                 | 99e          |  |              |
| 2017 |                      | opgave         |                  |                 |              |  |              |
| 2018 |                      |                |                  |                 |              |  |              |
| 2019 |                      |                |                  |                 |              |  |              |
| 2020 |                      |                |                  | opgave          |              |  |              |
| 2021 |                      |                |                  |                 | opgave       |  | opgave       |
| 2022 | opgave               | opgave         | opgave           |                 | opgave       |  |              |
| 2023 | opgave               | opgave         |                  |                 |              |  |              |

## Ploegen
- 2015 –  Team Marseille 13 KTM (stagiair vanaf 1-8)
- 2016 –  Delko Marseille Provence KTM
- 2017 –  Delko Marseille Provence KTM
- 2018 –  Team Illuminate
- 2019 –  Team Illuminate
- 2020 –  BORA-hansgrohe
- 2021 –  BORA-hansgrohe
- 2022 –  BORA-hansgrohe
- 2023 –  Astana Qazaqstan
- 2024 –  Ferei Quick-Panda Podium Mongolia Team
- 2025 –  Quick Pro Team

Blain · Di Grégorio · El Fares · Giraud · Konovalovas · Loubet · Paillot · Penven · Saint-Martin · Šiškevičius · Tarride · Laas (stagiair) · Vérardo (stagiair)
Andersen · Aristi · Combaud · Di Grégorio · Díaz · El Fares · Fernández · Finetto · Giraud · Hupond · Laas · Lemarchand · Madrazo · Martinez · Pacher · Rodríguez · Šiškevičius · Smukulis · Couanon (stagiair) · Dyball (stagiair) · Liepiņš (stagiair)
Barón · Brown · Castiblanco · Cazzaro · Evans · King · Laas · McCutcheon · Neagos · Pellaud · Piper
Ackermann · Baška · Benedetti · Bodnar · Buchmann · Burghardt · Drucker · Fabbro · Gamper · Gatto · Großschartner · Kämna · Konrad · Laas · Majka · McCarthy · Mühlberger · Oss · Poljański · Pöstlberger · J. Sagan · P. Sagan · Schachmann · Schelling · Schillinger · Schwarzmann · Selig
Ackermann · Aleotti · Baška · Benedetti · Bodnar · Buchmann · Burghardt · Fabbro · Gamper · Großschartner · Kämna · Kelderman · Konrad · Laas · Meeus · Oss · Palzer (vanaf 1 april) · Politt · Pöstlberger · J. Sagan · P. Sagan · Schachmann · Schelling · Schillinger · Schwarzmann · Selig · Walls · Wandahl · Zwiehoff
Aleotti · Archbold · Benedetti · Bennett · Buchmann · Fabbro · Gamper · Großschartner · Haller · Higuita · Hindley · Kämna · Kelderman · Koch · Konrad · Laas · Lührs · Meeus · Mullen · Palzer · Politt · Pöstlberger · Schachmann · Schelling · Uijtdebroeks · van Poppel · Vlasov · Walls · Wandahl · Zwiehoff · Lipowitz (stagiair)
Basso · Battistella · Boaro · Bol · Broesenski · Cavendish · Chzhan · de la Cruz · Dombrowski · Fjodorov · Felline · Garofoli · Gïdïç · Groezdev · Laas · Loetsenko · Martinelli · Moscon · Natarov · Nibali · Nurlykhassym · Pronskïÿ · Raboesjenka · Romo · Sánchez · Scaroni · Syritsa · Tejada · Velasco · Zejts